# Città aziendale

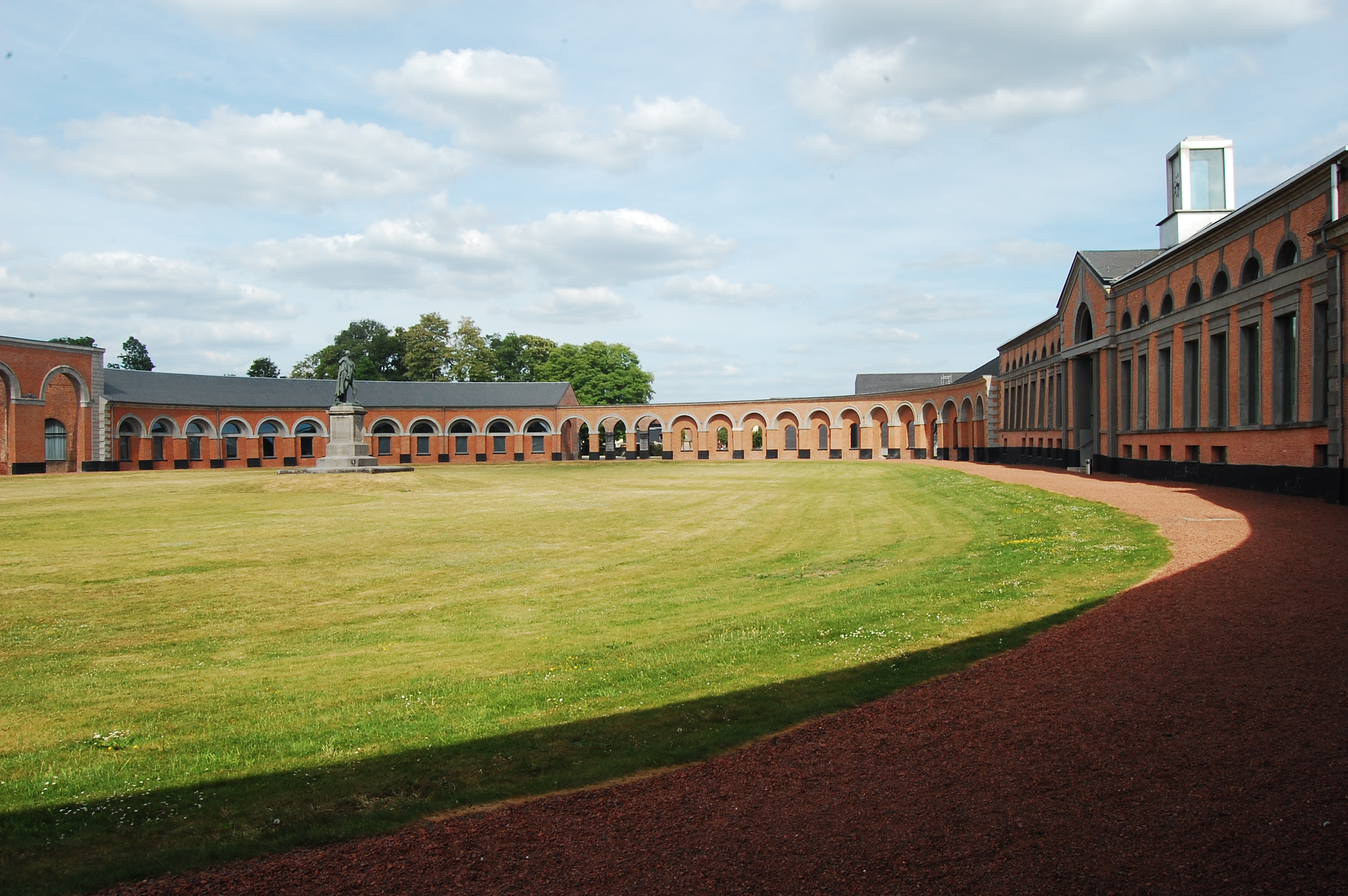
La Corte centrale di Grand-Hornu, Belgio

Una città aziendale (o città fabbrica) è una città in cui la maggior parte o tutti gli immobili, gli edifici (sia residenziali che commerciali), i servizi di pubblica utilità, gli ospedali, gli esercizi commerciali come il negozio di alimentari o il benzinaio, e altri servizi all'interno dei suoi confini sono di proprietà di una singola azienda che provvede, in genere, anche alla pianificazione urbana. Il termine è usato negli Stati Uniti e in Gran Bretagna per fare riferimento a una città dove la lealtà verso la società è percepita come responsabilità per il suo successo previsto, e dove la società è, o era, un importante datore di lavoro nella zona.

## Descrizione
Le impostazioni tradizionali per società sono state le città in cui le industrie estrattive – carbone, miniere di metallo, legname – avevano creato un monopolio economico. Nei luoghi vicino alle dighe e nelle industrie di guerra si fondarono altre città aziendali. Fino a quando gli spacci aziendali tendono a mantenere il monopolio in città, non è raro che emergessero sistemi di camion in alcune città aziendali isolate.
In genere, una città aziendale sorge isolata da altri centri e incentrata (in senso figurato, se non letteralmente) intorno ad una grande fabbrica di legname o di acciaio o di automobili; e i cittadini della città trovano lavoro nella fabbrica, in uno degli esercizi commerciali, oppure appartengono a una famiglia di piccoli commercianti. La società può anche costruire parchi, organizzare eventi culturali come concerti, e così via. Inutile dire che, quando la società proprietaria abbandona la città o cessa l'attività, l'impatto economico sulla città è devastante, e spesso fatale.
Le città aziendali a volte diventano normali città grandi e piccole man mano che crescono. Altre volte, una città non può ufficialmente essere una città aziendale, ma può essere una città in cui la maggioranza dei cittadini sono dipendenti di una singola azienda, creando così una situazione simile a una città aziendale (soprattutto per quanto riguarda l'economia della città).

## Stati Uniti
Nel momento di massimo sviluppo ci sono state più di 2.500 città aziendali, abitate dal 3% della popolazione degli Stati Uniti.
Una delle prime città aziendali negli Stati Uniti è stata Pullman, sviluppata nel 1880 appena fuori dai confini della città di Chicago. La città era interamente di proprietà della omonima società, inclusi l'alloggio, i mercati, una biblioteca, le chiese e l'intrattenimento per i 6.000 dipendenti della società. Ai dipendenti non era richiesto di vivere a Pullman, ma tendevano ad ottenere un trattamento migliore se risiedevano lì. Successivamente ad una riduzione dei salari ma non degli affitti creò malcontento nei residenti-lavoratori tale per cui nel 1898 la Corte Suprema dell'Illinois forzò la Pullman a rinunciare alla proprietà della città che gradualmente venne assorbita da Chicago.
Un'altra famosa città aziendale fu McDonald in Ohio, che è stata creata dalla Carnegie Steel Company per ospitare e servire le esigenze dei suoi dipendenti nella zona di Youngstown.
Attualmente negli Stati Uniti, è relativamente raro un qualsiasi luogo a cui sia concesso lo status di incorporation in cui una singola azienda possiede tutte le proprietà. Piuttosto, le aziende in genere preferiscono far rimanere le loro comunità interamente di proprietà e prive di personalità giuridica, permettendo che l'amministrazione della comunità venga svolta dai funzionari della società anziché da personale eletto. Tuttavia, vi sono incorporation che sono fortemente dipendenti da una singola industria o organizzazione e possono essere liberamente considerate "città aziendali", anche se l'azienda non possiede tecnicamente la città. Washington è talvolta chiamata "la città aziendale più grande d'America" a causa del predominio del governo federale (in realtà, un ampio numero di dipendenti pubblici vive entro i confini del Maryland e del Virginia).
Un diverso tipo di città aziendale è apparso negli Stati Uniti dal 1960, quando le società immobiliari hanno iniziato a sviluppare tratti di terre disabitate prive di personalità giuridica in enormi città di fondazione. Queste possono essere chiamate città aziendali dal momento che non sono stati sviluppate come parte di una città, ma indipendentemente. Spesso questi insediamenti diventano città a tutti gli effetti e quindi anche incorporation, come Irvine (California) in California.
Le città tra Bay Lake e Lake Buena Vista, nei pressi di Orlando nella Reedy Creek Improvement District, sono più conosciute come il territorio del Walt Disney World Resort. Risulta una città aziendale, poiché è interamente posseduta dalla Disney. Solo poche persone risiedono sul sito e sono tutti dipendenti di Disney o loro familiari diretti.